# Amaranth
Az amaranth (E123) (más néven FD&C Red No. 2, C.I. Food Red 9, Acid Red 27, Azorubin S, or C.I. 16185) egy sötétvörös vagy lila adalékanyag, melyet élelmiszerek és kozmetikumok színezésére használtak, de valószínűsíthető rákkeltő hatása miatt az USA-ban 1976-ban az Amerikai Élelmiszer- és Gyógyszerfelügyelet (Food and Drug Administration – FDA) betiltotta. Nem sokkal később Európában is tiltólistára került.
Általában trinátrium-sóként kerül forgalomba. Régebben az egyik legősibb kultúrnövényből, az amarántból állították elő, manapság kőszénkátrányból szintetizálják. Japánban most is legális kormány által engedélyezett adalékanyag.[forrás?]